# زاكامينسك
زاكامينسك (بالروسية: Закаменск) هي إحدى مدن روسيا في الكيان الفدرالي الروسي بورياتيا.